# Guàrdia de Ferro
La Guàrdia de Ferro (en romanès: Garda de Fier) fou un moviment i partit polític d'extrema dreta romanès que va existir entre el 1927 i els primers anys de la Segona Guerra Mundial. També es coneix com a Legió de l'Arcàngel Miquel (en romanès: Legiunea Arhanghelului Mihail) o Moviment Legionari (Mișcarea Legionară). La Guàrdia de Ferro es definia com antinacionalista, antisemita i anticomunista, a més de promoure la fe de l'Església Ortodoxa. Els seus membres eren anomenats «camises verdes» pel predomuni del color verd en els uniformes que utilitzaven.
Quan Ion Antonescu va assumir el poder, el setembre de 1940, va portar la Guàrdia de Ferro al govern. Sota el poder dictatorial de Horia Sima, la Guàrdia va realitzar diversos atacs mortals contra jueus. El gener de 1941, no obstant, Antonescu va utilitzar l'exèrcit per suprimir la revolta de la Guàrdia de Ferro. Aleshores l'organització va ser eliminada, mentre que els seus líders, entre els que es trobava Horia Sima, van fugir a Alemanya.

## Descripció
El moviment va ser fundat el 24 de juny de 1927 per Corneliu Zelea Codreanu, que la dirigí fins al seu assassinat el 1938, com a «Legió de l'Arcàngel Miquel» (Legiunea Arhanghelului Mihail). Els membres adherits eren coneguts, principalment, com a legionaris (legionarii), fet que comportà la definició de Legió o Moviment Legionari (Mişcarea Legionară), tot i els canvis constants del nom oficial de l'organització, que sovint era prohibida. El març de 1930 Codreanu va formar la Guàrdia de Ferro (Garda de Fier) com a branca paramilitar de la Legió; finalment, aquest nom es referiria a la pròpia Legió. Més tard, el juny de 1935, la Legió va canviar el seu nom oficial pel de partit de Totul pentru Ţară, literalment «Partit Tot pel País», tot i que normalment es tradueix com «Tot per la Pàtria» o, a vegades «Tot per la mare pàtria».

### Ideologia
L'historiador Stanley G. Payne escriu en el seu estudi sobre el feixisme, que «la Legió va ser, probablement, el moviment de masses més inusual de l'Europa d'entre-guerres». Això es deu al fet que la Legió contrasta amb tots els altres moviments feixistes europeus del mateix període, especialment quan es parla de la seva concepció del nacionalisme, el qual creien que mai s'havia de separar de la fe religiosa del lloc on naixien les persones. Segons Ioanid, «la Legió va afegir importants elements del cristianisme ortodox a la seva ideologia política, fins al punt de convertir-se en un dels pocs moviments polítics europeus amb una ideologia religiosa estructurada».
El líder del moviment, Corneliu Zelea Codreanu, era un patriota religiós que reclamava la resurrecció espiritual de la nació. Segons la filosofia heterodoxa de Codreanu, la vida humana era una violenta guerra política i pecaminosa, que finalment seria transcendida per la nació espiritual. En aquest esquema, el Legionari podria haver de dur a terme accions més enllà del simple desig de lluitar, eliminant l'instint de preservació pel bé del país. Com molts altes moviments feixistes, la Legió apostava per un «nou home revolucionari». Tot i així, aquest nou home era molt diferent en la seva concepció. La Legí no volia un superhome físic, com és el cas de l'Alemanya nazi; en lloc d'això, volien recrear i purificar la manera de pensar, amb l'objectiu d'apropar la nació sencera a Déu.
En l'àmbit econòmic, no hi va haver un programa molt definit, tot i que generalment la Legió promovia la idea de l'economia comunal o nacional, rebutjant el capitalisme com a obertament materialista. El moviment veia com els seus pitjors enemics el poder polític vigent i els jueus.

### Estil
Els membres del moviment vestien amb uniformes verd fosc (com a símbol de renovació, i el motiu pel qual sovint se'ls anomenava camises verdes - Cămășile verzi), i es saludaven els uns als altres mitjançant la salutació romana. El símbol principal utilitzat per la Guàrdia de Ferro era la triple creu (una variant de la triple separada i fresada), significant les barres d'una presó (com a símbol de martiri), i sovint referida com la Creu de l'Arcàngel Miquel (en romanès Crucea Arhanghelului Mihail).
El misticisme de la Legió va conduir a un culte de la mort, el martiri i l'auto-sacrifici. Tenien un grup d'acció anomenat Echipa morții, (Esquadró de la mort), que tenien la missió d'anar per tot Romania cantant. Es coneixia com a esquadró de la mort perquè els seus membres havien de complir amb la seva missió fins i tot quan corrien el risc de ser assassinats per la policia, els comunistes o qualsevol altre dels enemics de la Legió. Els seus membres eren Ion Dumitrescu-Borșa (que era sacerdot ortodox), Sterie Ciumetti, Petre Țocu, Tache Savin, Traian Clime, Iosif Bozântan i Nicolae Constantinescu. Una branca de la Legió era coneguda com a cuib (niu), i estava dedicat a exaltar les virtuts de la disciplina, el treball, el silenci, l'educació, l'ajuda mútua i l'honor.